# مصعب بن الزبير
أبو عبد الله مصعب بن الزبير ابن العوام الأسدي القرشي أمير العِراقَيْن، هو ابن الصحابي الزبير بن العوام وأخو الخليفة عبد الله بن الزبير وقائد معركته ضد المختار بن أبي عبيد الثقفي، ويكنى أبا عيسى، وأمه هي الرَّباب بنت أنيف الكَلْبية، وكان يسمَّى آنية النحل لكرمه وجوده. كان أميرًا على العراق في خلافة أخيه عبد الله بن الزبير، وقُتِل في معركته أمام جيش بقيادة عبد الملك بن مروان، وكان الحَجَّاج بن يوسف الثقفي يرافقه في الجيش، عند دير الجاثليق في جُمادى الآخرة 72 هـ/ نوفمبر 691 م. وأمر الحجَّاج بقطع رأسه وبعث به إلى أخيه عبد الله بن الزبير في مكة.

## زوجاته
- عائشة بنت طلحة بن عبيد الله.
- سكينة بنت الحسين.[2]

## قتله المختار
- كان عبد الله بن الزبير قد عزل عن نيابة البصرة الحارث بن عبد الله بن أبي ربيعة المخزومي المعروف بالقباع، وولَّاها لأخيه مصعب بن الزبير، ليكون ردا وقرنا وكفؤا للمختار.
- ولما انهزم أهل الكوفة حين خرجوا على المختار فقهرهم وقتل منهم من قتل، فذهبوا إلى البصرة فرارا من المختار.
- وكان المختار اتفق مع ابن الأشتر حين قتل ابن زياد واستقل بتلك النواحي، فأحرز بلادا وأقاليم ورساتيق لنفسه.
- بعث مصعب إلى محمد بن الأشعث بن قيس على البريد إلى المهلب بن أبي صفرة، وهو نائبهم على خراسان، فقدم في تجمل عظيم ومال ورجال، وعَدَدٍ وعِددٍ، وجيش كثيف، ففرح به أهل البصرة وتقوى به مصعب، فركب في أهل البصرة ومن اتبعهم من أهل الكوفة فركبوا في البحر والبر قاصدين الكوفة.
- قدم مصعب بين يديه عباد بن الحصين، وجعل على ميمنته عمر بن عبيد الله بن معمر، وعلى الميسرة المهلب بن أبي صفرة، ورتب الأمراء على راياتهم وقبائلهم، كمالك بن مسمع، والأحنف بن قيس، وزياد بن عمر، وقيس بن الهيثم وغيرهم.
- خرج المختار بعسكره فنزل المذار وقد جعل على مقدمته أبا كامل الشاكري، وعلى ميمنته عبد الله بن كامل، وعلى ميسرته عبد الله بن وهب الجشمي، وعلى الخيل وزير بن عبد الله السلولي، وعلى الموالي كيان أبو عمرة صاحب شرطته.
- لما انتهى مصعب إلى قريب الكوفة لقيهم جيش المختار فحمل عليهم جيش مصعب، فما لبث جيش المختار إلا يسيرا حتى هرب.[3]
- تحصن المختار بقصر الإمارة، فحاصره فيه مصعب أربعة أشهر، ثم قتله في الرابع عشر من رمضان سنة سبع وستين .[4]
- قيل أن من قتله رجلان شقيقان أخوان، وهما: طرفة وطراف ابنا عبد الله بن دجاجة من بني حنيفة، ووضعا رأس المختار بين يدي مصعب فأمر لهما بثلاثين ألفا.
- قتل مصعب جماعة من المختارية وأسر منهم خمسمائة أسير، فضرب أعناقهم عن آخرهم في يوم واحد، وقد قتل من أصحاب مصعب في الوقعة محمد بن الأشعث بن قيس، وأمر مصعب بكف المختار فقطعت وسمرت إلى جانب المسجد، فلم يزل هناك حتى قدم الحجاج فسأل عنها.[3]
- قال أبو مخنف: حدثني محمد بن يوسف أن مصعبا لقي عبد الله بن عمر بن الخطاب فسلم عليه فقال ابن عمر: من أنت؟

فقال: أنا ابن أخيك مصعب بن الزبير.

فقال له ابن عمر: نعم، أنت قاتل سبعة آلاف من أهل القبلة في غداة واحدة؟ عش ما استطعت.

فقال له مصعب: إنهم كانوا كفرة سحرة.

فقال ابن عمر: والله لو قتلت عدلهم غنما من تراث أبيك لكان ذلك سرفا.

## حسن خلقته
حكى الزبير بن بكار أن جميلا نظر إليه وهو واقف بعرفة فقال: إن ههنا فتى أكره أن تراه بثينة.
- وقال الشعبي : ما رأيت أميرا على منبر قط أحسن منه.
- قال إسماعيل بن خالد:ما رأيت أجمل من مصعب بن الزبير.
- وقال الحسن البصري: هو أجمل أهل البصرة .

## مكانته العسكرية
كان مصعب قائدا عسكريا متمرسا خاض كثير من الحروب لعل أهمها حربه على المختار بن ابي عبيدة الثقفي، حيث كانت نهاية الحرب بأن طوق قصر الإمارة الذي كان يحتمي فيه المختار و7 آلاف من جنده لأكثر من شهرين، وكان المختار في حينها ينتظر الإمدادات العسكرية من قبل القائد إبراهيم بن مالك الأشتر إلا أن الأخير قد تأخر مما اضطر المختار إلى القتال مع نفر قليل من قادته، وذلك لأن أغلب جنوده استسلموا بدون قتال. فقتل المختار وقطع رأسه واما الأسرى من الجنود البالغ عددهم أكثر من ستة آلاف فأعطى مصعب حكمه بإعدامهم جميعا[بحاجة لمصدر].

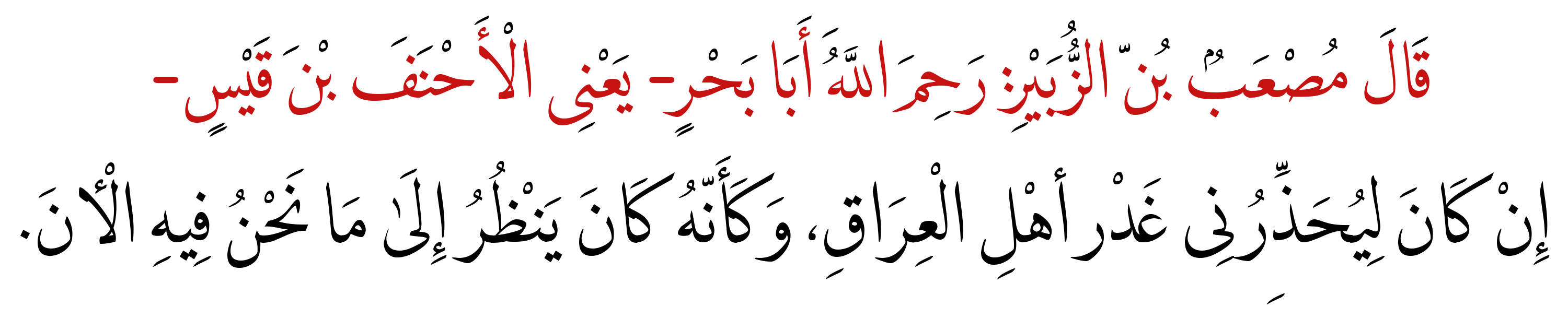
مصعب بن الزبير بن العوام بن خويلد بن أسد بن عبد العزى بن قصي بن كلاب ، أبو عبد الله القرشي - ويقال له : أبو عيسى أيضا - الأسدي.

## مقتله
قتل مصعب يوم نصف جُمادى الأولى سنة اثنتين وسبعين وله أربعون سنة.
وكان مصعب قد سار ليأخذ الشام، فقصده عبد الملك بن مروان، فوقعت بينهما ملحمة كبرى في معركة دير الجثاليق بقرب أوانا.
وكان قد كاتب عبد الملك جماعة من الوجوه يمنيهم ويعدهم إمرة العراق وإمرة العجم فأجابوه إلا إبراهيم بن الأشتر، فأتى مصعبا بكتابه وفيه: إن بايعتني وليتك العراق. وقال: قد كتبتُ إلى أصحابك، فأطعني واضرب أعناقهم. قال: إذًا تغضب عشائرهم. قال: فاسجنهم، قال: فإني لفي شغل عن ذلك. يرحم الله الأحنف، إن كان ليحذر غدر العراقيين.
وقيل: قال لهم قيس بن الهيثم السلمي: ويحكم! لا تدخلوا أهل الشام عليكم منازلكم.
وأشار إبراهيم بن الأشتر النخعي بقتل زياد بن عمرو زعيم الأزد ومالك بن مسمع زعيم بكر بن وائل، فلما التقى الجمعان لحقوا بعبد الملك وهرب عتاب بن ورقاء الرياحي وكان قائد الخيل في جيش مصعب، وخذلوا مصعبا.
وجعل مصعب كلما قال لمقدم من جيشه تقدم لا يطيعه.
فقال ابن قيس الرقيات في شعره:
فقيل: أخبر عبد الله بن خازم السلمي أمير خراسان بمسير مصعب إلى عبد الملك، فقال: أمعه عمر بن عبيد الله بن معمر التيمي؟ قيل: لا، ذاك استعمله على فارس. قال: أفمعه المهلب بن أبي صفرة؟ قيل: لا، ولاه الموصل. قال: أمعه عباد بن الحصين؟ قيل: استعمله على البصرة. فقال: وأنا هنا ثم تمثل:
قال الطبري: فقال مصعب لابنه عيسى : اركب بمن معك إلى عمك أمير المؤمنين فأخبره بما صنع أهل العراق، ودعني فإني مقتول. قال: لا أخبر قريشا عنك أبدا ولكن سر إلى البصرة، فهم على الطاعة، أو إلحق بأمير المؤمنين قال: لا تتحدث قريش أنني فررت لخذلان ربيعة، وما السيف بعار وما الفرار لي بعادة ولا خلق، ولكن إن أردت أن ترجع فارجع فقاتل. فرجع فقاتل حتى قتل. وبعث إليه عبد الملك مع أخيه محمد بن مروان : إني -يا ابن العم- أمنتُّك. قال: مثلي لا ينصرف عن هذا المقام إلا غالبا أو مغلوبا. فقيل: أثخنوه بالسهام ثم طعنه زائدة الثقفي -وكان من جنده- وقال: يا لثارات المختار، وقاتل قتلة ابن الأشتر حتى قتل، واستولى عبد الملك على المشرق.